# Volo Aloha Airlines 243
Il volo Aloha Airlines 243 era un volo di linea passeggeri della Aloha Airlines tra le città di Hilo e Honolulu nelle Hawaii, Stati Uniti d'America. Il 28 aprile 1988 un Boeing 737-200 che operava il volo subì ingenti danni in seguito a una decompressione esplosiva avvenuta mentre si trovava alla quota di 24 000 piedi (7 300 m), scoperchiandosi per un quarto della sua lunghezza. Nonostante ciò, i piloti furono in grado di atterrare in sicurezza all'aeroporto di Kahului di Maui. L'unica vittima fu l'assistente di volo Clarabelle Lansing, risucchiata fuori dal velivolo attraverso l'enorme apertura creatasi nella fusoliera, il cui corpo non fu mai ritrovato; i feriti, alcuni gravi, furono 65.
Nel rapporto di indagine sull'incidente del National Transportation Safety Board venne attribuita la responsabilità a un inefficiente programma di manutenzione, che non mise in evidenza la presenza di vistosi fenomeni corrosivi in corrispondenza della fusoliera; tale corrosione in ambiente salino (la Aloha Airlines collegava con viaggi molto brevi le varie isole dell'arcipelago delle Hawaii), data la durata dei voli molto breve e con decolli e atterraggi molto frequenti, fu aggravata dall'elevata frequenza di pressurizzazioni e depressurizzazioni della fusoliera, con conseguente sollecitazione a fatica. L'evento fu un'importante occasione di riesame dei criteri di ispezione e manutenzione degli aeromobili, fino ad allora basati su parametri di verifica in base alle ore di volo effettuate.

## L'aereo
Il velivolo coinvolto era un Boeing 737-297, marche N73711, numero di serie 20209, numero di linea 152. Aveva volato per la prima volta il 28 marzo 1969 e venne consegnato ad Aloha Airlines nell'aprile dello stesso anno. Tra il 1981 e il 1982 venne noleggiato da Air California, che lo utilizzò fino al 6 novembre 1983, quando venne restituito ad Aloha Airlines. Era spinto da due motori turboventola Pratt & Whitney JT8D-9A. Al momento dell'incidente, l'aereo aveva circa 19 anni e aveva accumulato 35 496 ore di volo con 89 680 cicli di decollo-atterraggio.

## L'equipaggio
Il comandante era il quarantaquattrenne Robert (Bob) Schornstheimer, un pilota esperto con 8 500 ore di esperienza di volo, 6 700 delle quali su Boeing 737. Il primo ufficiale era la trentaseienne Madeline "Mimi" Tompkins; anche lei aveva una significativa esperienza nel pilotare 737, avendo registrato 3 500 delle sue 8 000 ore di volo con quel particolare modello di Boeing.

## L'incidente

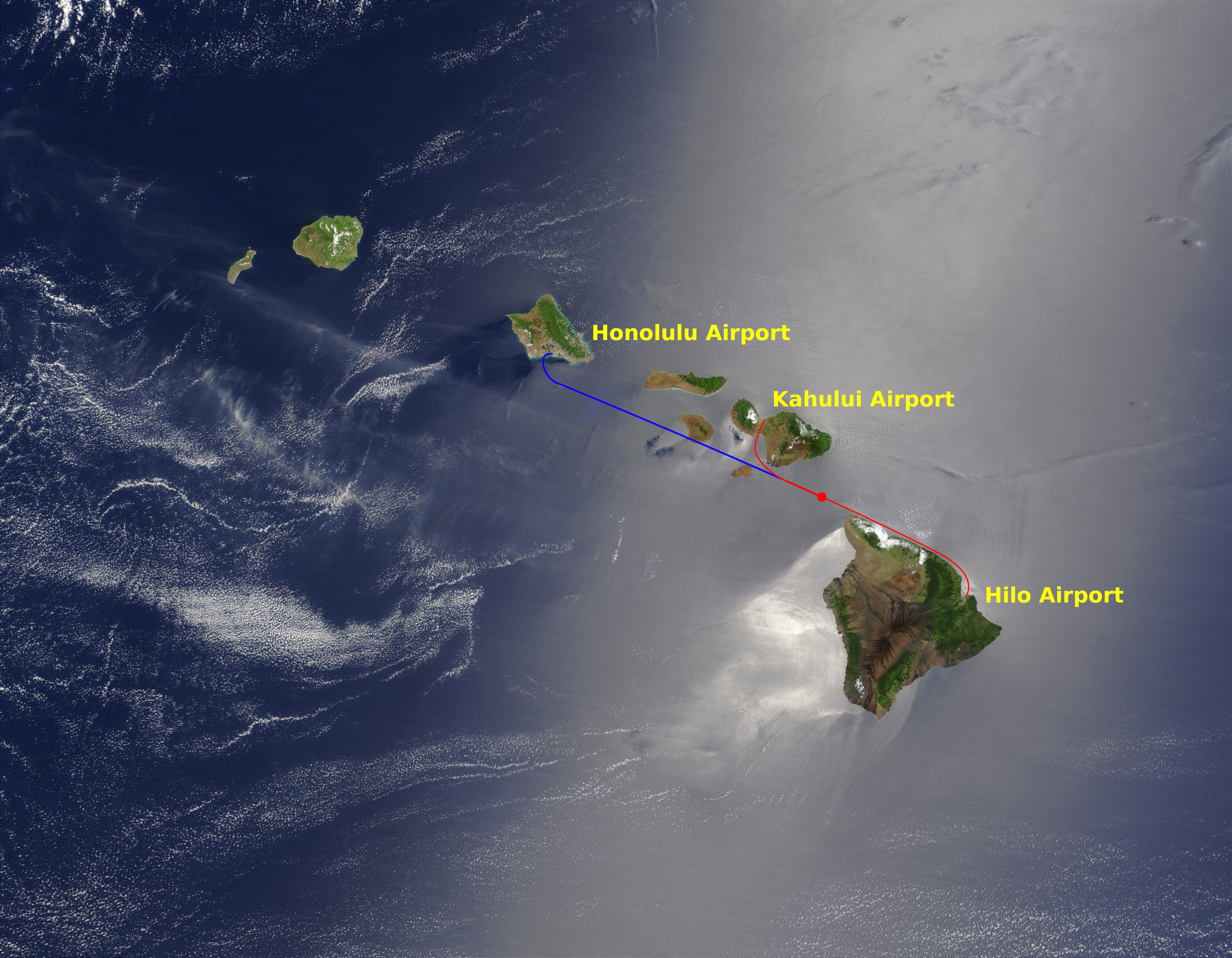
La rotta del volo Aloha Airlines 243. In blu, la rotta che l'aereo avrebbe dovuto seguire; in rosso, la rotta effettivamente seguita.

Il volo 243 era partito dall'aeroporto internazionale di Hilo alle 13:25 ora locale del 28 aprile 1988, con cinque membri dell'equipaggio e 90 passeggeri a bordo, diretto verso Honolulu. Niente di insolito era stato notato durante l'ispezione pre-partenza dell'aeromobile, che aveva già completato tre voli di andata e ritorno tra Honolulu e Hilo, Maui e Kauai quel giorno, il tutto senza incidenti. Le condizioni meteorologiche non segnalavano eventi temporaleschi.
Dopo un normale decollo e salita, l'aeromobile aveva raggiunto l'altitudine di crociera di 24 000 piedi (7 300 m); intorno alle 13:48, a circa 23 miglia nautiche (43 km) a sud-sud-est di Kahului, sull'isola di Maui, una piccola porzione sul lato sinistro del soffitto della fusoliera si ruppe con un suono "sibilante". Il comandante sentì l'aereo virare prima a sinistra e poi a destra, con i comandi che non rispondevano; il primo ufficiale notò pezzi di isolante grigio fluttuare sopra la cabina. La porta della cabina di pilotaggio si era divelta e il comandante poteva vedere "cielo blu dove prima vi era il soffitto di prima classe". La decompressione esplosiva che ne derivò aveva strappato una larga parte del soffitto, costituito dall'intera metà superiore della fusoliera dell'aeromobile che si estendeva da appena dietro il cockpit alla zona dell'ala anteriore, per una lunghezza di circa 5,6 metri.
Ci fu solo una vittima: l'assistente di volo di 58 anni Clarabelle "C.B." Lansing, che finì fuori dall'aereo mentre era in piedi vicino ai sedili della quinta fila; il suo corpo non fu mai trovato. Lansing era una veterana: prestava servizio da 37 anni al momento dell'incidente. Altre otto persone riportarono gravi lesioni. Tutti gli altri erano seduti e indossavano le cinture durante la depressurizzazione.
Il primo ufficiale Tompkins stava pilotando l'aereo quando si verificò l'incidente; il comandante Schornstheimer prese il controllo e portò l'aereo verso l'aeroporto più vicino, quello di Kahului sull'isola di Maui. Tredici minuti dopo, l'equipaggio effettuò un atterraggio di emergenza sulla pista 2 dell'aeroporto di Kahului. All'atterraggio vennero utilizzati gli scivoli d'emergenza dell'aeroplano e i passeggeri furono rapidamente evacuati. Complessivamente 65 persone rimasero ferite, otto delle quali gravemente. All'epoca, Maui non aveva un piano di emergenza per eventi di questo tipo. I feriti vennero portati in ospedale in furgoni turistici di Akamai Tours, guidati da personale d'ufficio e meccanici, poiché l'isola aveva solo due ambulanze. Il controllo del traffico aereo comunicò via radio con la sede di Akamai, richiedendo il maggior numero possibile di furgoni da 15 passeggeri per trasportare i feriti. Due degli autisti di Akamai erano ex paramedici e stabilirono un triage sulla pista.

## Le indagini

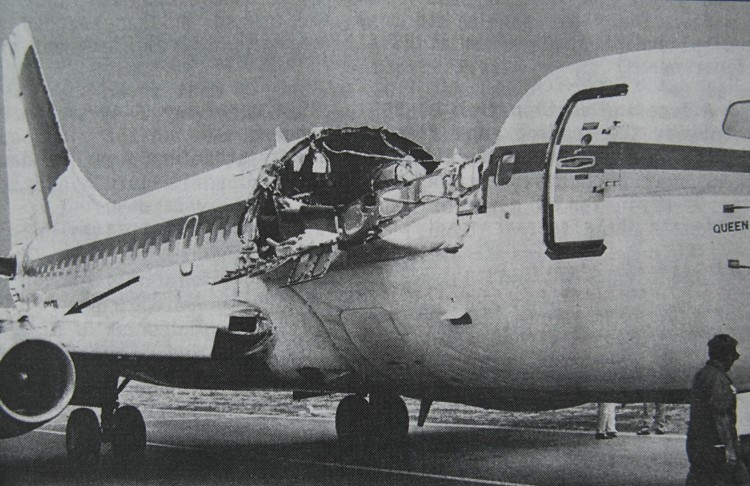
I danni alla fusoliera dell'aereo

### Il rapporto conclusivo
L'inchiesta accertò che la qualità dei programmi di ispezione e manutenzione era carente. Poiché i previsti esami della fusoliera erano effettuati di notte, ciò rendeva più difficile eseguire un'ispezione adeguata della parte esterna dell'aeromobile.
La crepa iniziò nella giuntura S-10L: fu il risultato della fatica multi-punto della zona della fusoliera adiacente ai fori lungo la fila di rivetti della giuntura, che non permise alle caratteristiche di sicurezza della fusoliera di funzionare correttamente.
L'NTSB concluse nel suo rapporto finale sull'incidente:

### Spiegazione alternativa
L'ingegnere Matt Austin propose un'altra ipotesi per spiegare l'entità del danno al volo 243. Questa spiegazione postula che inizialmente la fusoliera si ruppe come previsto dal meccanismo di sicurezza: si aprì infatti un buco di sfiato di dieci pollici quadrati. Mentre l'aria della cabina fuoriusciva a oltre 700 miglia orarie, l'assistente di volo Lansing rimase incastrata nello sfiato invece di essere immediatamente espulsa dall'aereo. Il blocco creò immediatamente un picco di pressione nell'aria in fuga, producendo un effetto "colpo d'ariete" che fece a pezzi la parte superiore della fusoliera. L'NTSB studiò questa ipotesi, ma il Consiglio non ne condivise le conclusioni.

## Conseguenze
L'aereo venne danneggiato irreparabilmente e smantellato sul posto. Ulteriori danni includevano gli stabilizzatori orizzontali danneggiati e ammaccati, essendo entrambi stati colpiti da detriti che si erano staccati dalla fusoliera. Alcuni detriti metallici avevano colpito anche lo stabilizzatore verticale del velivolo, i bordi anteriori di entrambe le ali e i rivestimenti dei motori, causando danni.
Il pezzo di fusoliera volato via dall'aeromobile non fu mai ritrovato. Le indagini condotte dal National Transportation Safety Board (NTSB) degli Stati Uniti conclusero che l'incidente venne causato dall'affaticamento del metallo esacerbato dalla corrosione. L'aeroplano aveva 19 anni e operava in un ambiente costiero, con esposizione a sale e umidità.
Durante un'intervista, la passeggera Gayle Yamamoto disse agli investigatori di aver notato una crepa nella fusoliera al momento dell'imbarco, ma di non averlo riferito a nessuno.

## Nella cultura di massa
L'incidente del volo Aloha Airlines 243 è stato analizzato nell'episodio intitolato "Appesi a un filo" della terza stagione del documentario Indagini ad alta quota, trasmesso da National Geographic Channel, e nell'episodio Punto di rottura della prima stagione del documentario SOS: disastri aerei, trasmesso da Discovery Channel Italia il 19 novembre 2015. In questo documentario, l'analisi dell'incidente evidenzia, oltre ai problemi dovuti al deterioramento del collante epossidico che univa i pannelli, anche la difficoltà di leggere le Airworthiness Directives, le direttive di aeronavigabilità, con le quali le case costruttrici dei velivoli danno istruzioni per la risoluzione dei problemi riscontrati sui mezzi. Queste direttive vengono scritte in un linguaggio legale e poco comprensibile ai meccanici, per cui, in mancanza di un'interpretazione interna, la loro applicazione potrebbe essere incerta e inefficace.
Inoltre, un'analisi indipendente delle foto dell'aereo da parte di un funzionario di polizia avrebbe evidenziato del sangue all'esterno della fusoliera, che avrebbe fatto ipotizzare la possibilità che la hostess risucchiata all'esterno non sarebbe uscita immediatamente dalla fusoliera. Questo perché le cellule sono progettate con dei "quadrati di sicurezza", rinforzi alla struttura che permettono a una lamiera che si strappi di lasciare un buco massimo di 625 centimetri quadrati (25 cm x 25 cm); la sua dimensione permetterebbe una decompressione controllata della struttura, evitando maggiori danni. Nello specifico, però, secondo l'ipotesi formulata, il corpo della hostess avrebbe tappato il buco, producendo quindi un colpo d'ariete che avrebbe danneggiato un'ulteriore e importante parte della struttura. L'NTSB, però, informata dell'ipotesi, la rigettò come possibile tecnicamente, ma non verificatasi nella circostanza specifica, restando quindi sulle conclusioni originarie del cedimento dovuto al deterioramento del collante epossidico.
Sulla vicenda venne girato un film, Volo 243 atterraggio di fortuna, con la consulenza tecnica dei protagonisti dell'incidente.